# Ilancuēitl

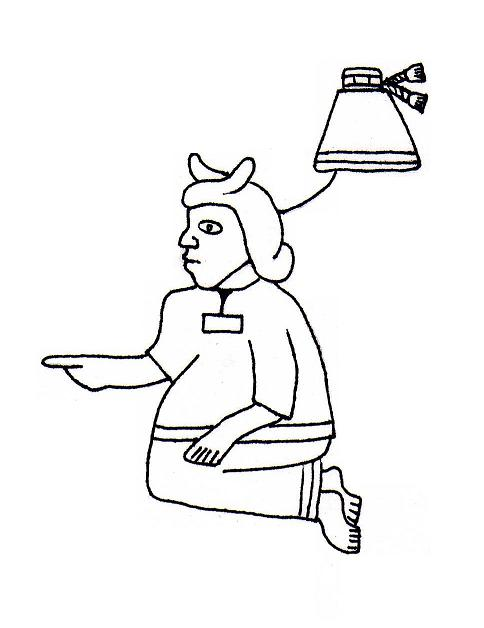
przedstawienie Ilancueitl

Ilancuēitl (w języku nahuatl oznacza "spódnicę starej kobiety") – jest jedną z niewielu kobiecych postaci w historii rządów dynastii Tenochtitlán, jednakże jej rządząca rola jest różnie opisywana w różnych źródłach: jest powiązana z Acamapichtli, który był pierwszym władcą Tenochtitlán. Według innego źródła (Historia de los Mexicanos por sus pinturas), to ona sama była pierwszym władcą Tenochtitlán.
Była księżniczką z Culhuacan. Jej inne imię, to Atotoztli, podobnie jak późniejsza Atotoztli – córka władcy Azteków Montezumy I i matka trzech kolejnych władców ich państwa: Axayacatla, Tizoca i Ahuitzotla.